# Ensemble musical
Pour les articles homonymes, voir Ensemble (homonymie) et Formation musicale.
Ne doit pas être confondu avec Groupe musical.

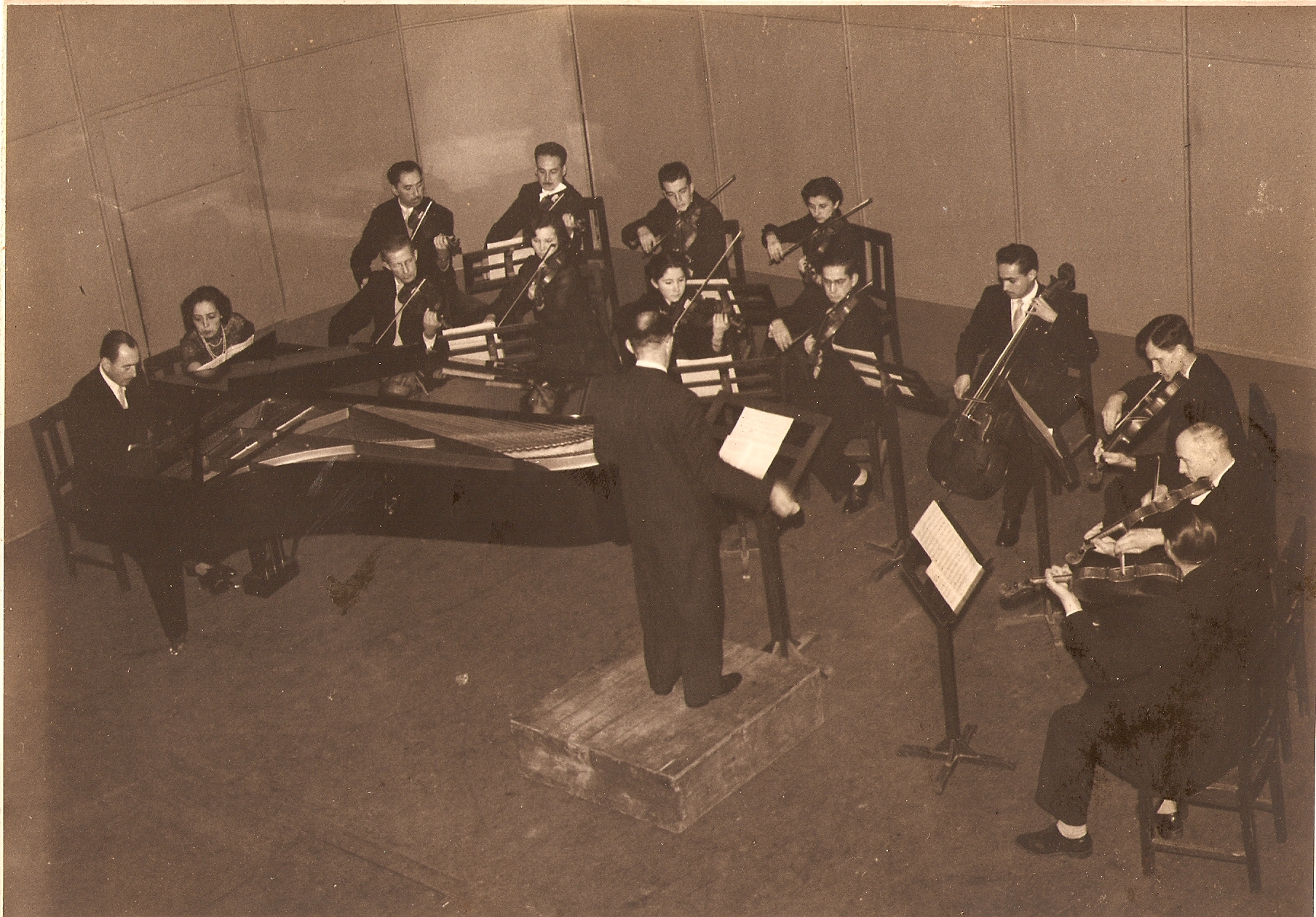
Un orchestre de chambre en 1953.

Un ensemble musical est un groupe de musiciens habitués à pratiquer ensemble, en amateur ou professionnellement.
Par exemple, en musique classique, un quatuor à cordes constitue un « ensemble de solistes » — comprenant les premier et deuxième violons, l'alto et le violoncelle — tandis qu'une chorale à quatre voix constitue un « ensemble de pupitres » — comprenant le pupitre des sopranos, celui des altos, celui des ténors et celui des basses.

## Ensembles classés selon le nombre de parties
Que l'ensemble concerne des solistes ou des pupitres, le nom de la formation reflètera le nombre de parties sollicitées — de deux à dix, sachant qu'au-delà il n'existe pas de terminologie usuelle.
- Un duo — un duet, en jazz — est un ensemble de deux solistes ou deux pupitres.
- Un trio est un ensemble de trois solistes ou trois pupitres.
- Un quatuor — un quartet ou quartette, en jazz — est un ensemble de quatre solistes ou quatre pupitres.
- Un quintette ou quintuor — un quintet ou quintette, en jazz — est un ensemble de cinq solistes ou cinq pupitres.
- Un sextuor — un sextet ou sextette, en jazz — est un ensemble de six solistes ou six pupitres.
- Un septuor — un septet ou septette, en jazz — est un ensemble de sept solistes ou sept pupitres.
- Un octuor — un octet ou octette, en jazz — est un ensemble de huit solistes ou huit pupitres.
- Un nonette, ou nonet, est un ensemble de neuf solistes ou neuf pupitres.
- Un dixtuor est un ensemble de dix solistes ou dix pupitres.

Lorsqu'on a affaire à un ensemble de solistes, l'accompagnement éventuel — un ou plusieurs instruments, par exemple — n'est généralement pas pris en compte par la terminologie usuelle.
Par exemple, le « Trio des masques » du premier acte du Don Giovanni de Mozart constitue bien un trio — pour deux sopranos et un ténor — mais ces trois voix sont évidemment accompagnées par l'orchestre.

## Ensembles classés selon le type de musique

### Musique classique
- Chœur
- Chorale
- Orchestres
- Trio à cordes
- Trio avec piano
- Trio d'anches
- Quatuor à cordes
- Quatuor avec piano
- Quintette à cordes
- Quintette à vent
- Quintette avec clarinette
- Quintette de cuivres
- Fanfare (ou orchestre de cuivres)
- Orchestre d'harmonie (ou orchestre à vent)
- Orchestre de chambre
- Ensemble (ou choeur) de clarinettes
- Orchestre de flûtes
- Orchestre à plectre
- Orchestre symphonique

### Jazz
- Big band
- Jazz band
- Orchestre de jazz

### Musique traditionnelle
- Bagad
- Chorale
- Charanga
- Conjunto
- Fanfare
- Orchestre typique
- Pipe band

## Liste alphabétique des ensembles musicaux
- Bagad
- Bandas
- Batterie Fanfare
- Batucada
- Big band
- Brass band
- Charanga
- Chœur
- Chorale
- Combo
- Conjunto
- Ensemble (ou choeur) de clarinettes
- Fanfare
- Groupe (ou band music)
- Harmonie-fanfare
- Jazz band
- Orchestres
  - Orchestre de chambre
  - Orchestre à cordes
  - Orchestre de flûtes
  - Orchestre d'harmonie (ou orchestre à vent)
  - Orchestre de jazz (ou jazz band)
  - Orchestre philharmonique
  - Orchestre à plectre
  - Orchestre symphonique
- Pipe band